# Falko Weißpflog
Falko Weißpflog, né en 1954 à Pleißa, est un sauteur à ski est-allemand.

## Biographie
Son nom inspire le surnom du chanteur autrichien Falco.
Son plus grand succès est sa médaille de bronze aux Championnats du monde 1978 à Lahti sur le grand tremplin, derrière Tapio Räisänen et Alois Lipburger.
En mars 1976, il établit un nouveau record du monde de saut à ski au tremplin Heini-Klopfer avec une distance de 174 mètres.
Il prend sa retraite sportive en 1980, année où il participe à la première édition de la Coupe du monde, où son meilleur résultat est quatrième à Zakopane.

## Palmarès

### Championnats du monde
| Épreuve / Édition | Épreuve / Édition | Lahti 1978 |
| Grand tremplin    | Grand tremplin    | Bronze     |

### Coupe du monde
- Meilleur classement général : 46e en 1980.
- Meilleur résultat individuel : 4e.

### Championnats de RDA
Il remporte le titre sur le grand tremplin en 1978.